# Distrito de Frisia Septentrional
El distrito de Frisia Septentrional (en alemán: Kreis Nordfriesland; en frisón septentrional: Kreis Nuurdfresklun) es el distrito (landkreis) más septentrional de Alemania. Es, tras los distritos de Rendsburg-Eckernförde y Schleswig-Flensburgo, el tercero en superficie del estado federal de Schleswig-Holstein. Esta región (denominada a veces como Nordfriesland Heimat, ‘la patria de la Frisia del Norte’) posee minorías de frisones del norte y daneses, y en ella se habla una variedad de cuatro idiomas, según el caso (alemán, bajo alemán, frisón septentrional —lengua propia—, y danés en su dialecto juto meridional); siendo por ende uno de los distritos alemanes con más riqueza lingüística. La capital del distrito es la ciudad de Husum.

## Geografía
El distrito de Frisia Septentrional se ubica al noroeste del estado federal y limita al norte con Dinamarca, al este tiene frontera administrativa con el distrito de Schleswig-Flensburg (el Fluss forma parte de una de las fronteras naturales) y al sur limita con el distrito de Dithmarschen (el Eider hace de frontera natural). Al oeste tiene costa con el mar del Norte. Uno de los acantilados más septentrionales es la isla Sylt, la denominada Ellenbogen, es de los territorios más al norte de Alemania. Los puntos de mayor altitud son el Sandesberg en el municipio de Ostenfeld (Husum) con una altitud de 54 m sobre NN y el Uwe-Düne en Kampen con 52,5 metros sobre el Normalnull.

## Composición del distrito

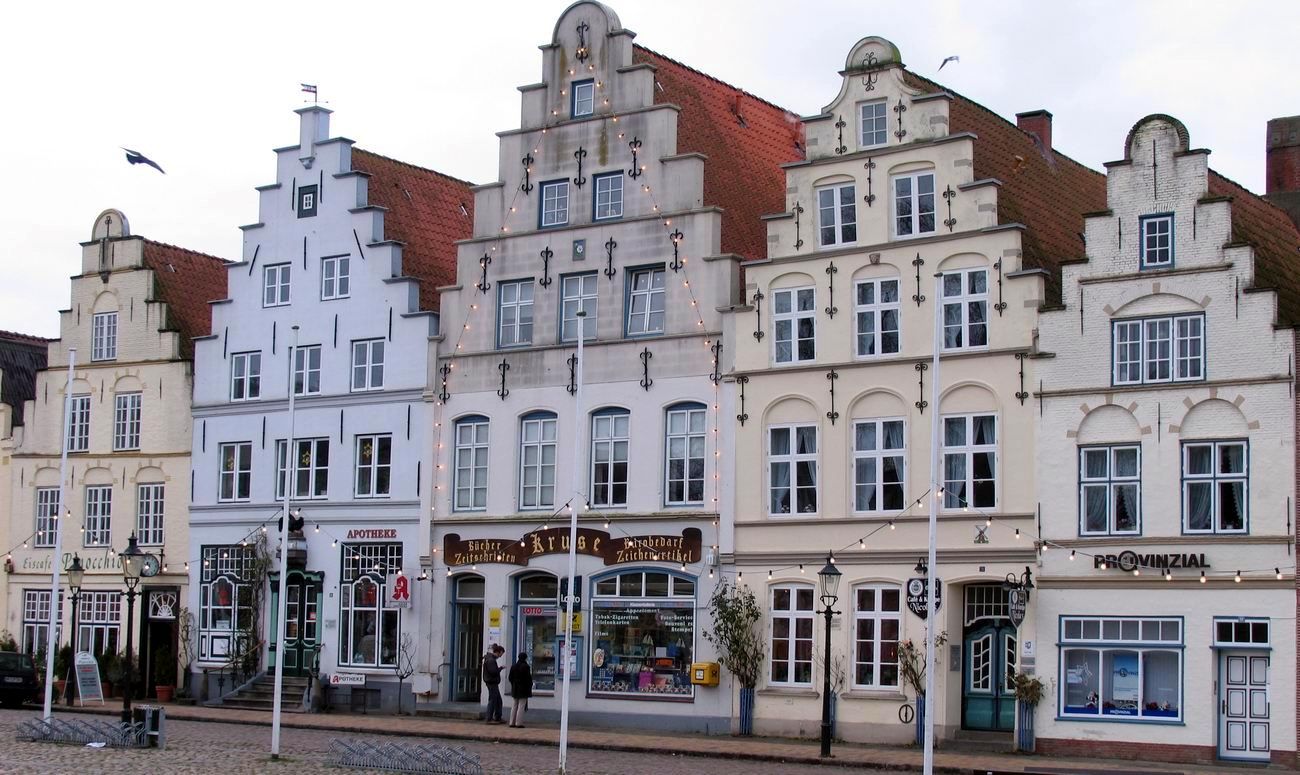
Casas frente al mercado de Friedrichstadt.

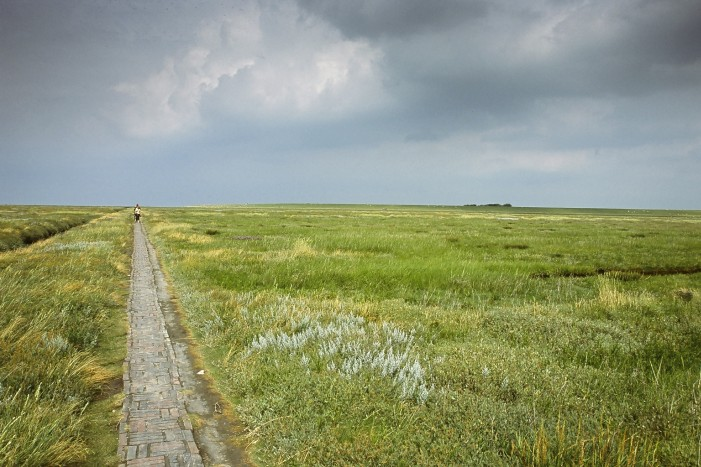
Pantanal en Eiderstedt.

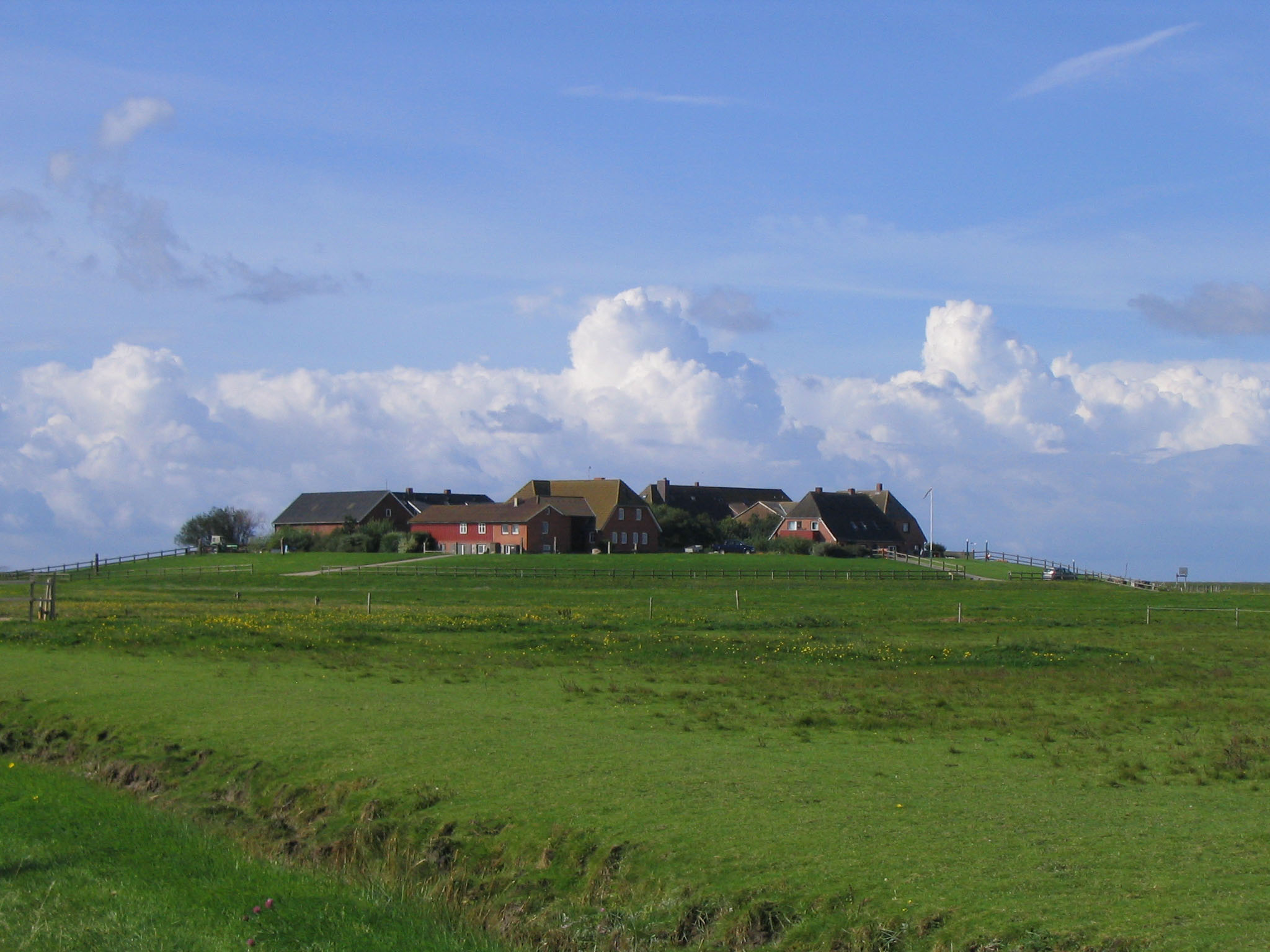
Pantanal en Eiderstedt.

(Habitantes a finales de 2016)
| Municipios/Ciudades                                                                                        | Municipios/Ciudades                                                                                                | Municipios/Ciudades |
| --- | --- | ------------------- |
| - 1. Bredstedt, Ciudad (5.095) - 2. Husum, Ciudad (22.549) - 3. Leck * (7.761) - 4. Niebüll, Ciudad (9946) | - 5. Reußenköge, (323) - 6. Sankt Peter-Ording (4.036) - 7. Tönning, Ciudad (4976) - 8. Westerland, Ciudad (9.072) |                     |

Unión de municipios (Amt)
* Sitz der Amtsverwaltung

| - 1. Amt Bökingharde 1. Dagebüll (887) 2. Galmsbüll (664) 3. Risum-Lindholm * (3.765) 4. Stedesand (885) - 2. Amt Bredstedt-Land 1. Ahrenshöft (520) 2. Almdorf (552) 3. Bohmstedt (762) 4. Breklum * (2.364) 5. Drelsdorf (1.273) 6. Goldebek (350) 7. Goldelund (400) 8. Högel (463) 9. Joldelund (715) 10. Kolkerheide (51) 11. Lütjenholm (315) 12. Sönnebüll (291) 13. Struckum (978) 14. Vollstedt (186) - 3. Amt Eiderstedt 1. Garding, Stadt * (2.627) 2. Garding, Kirchspiel (333) 3. Grothusenkoog (21) 4. Katharinenheerd (169) 5. Kotzenbüll (223) 6. Norderfriedrichskoog (50) 7. Oldenswort (1.267) 8. Osterhever (216) 9. Poppenbüll (229) 10. Tating (975) 11. Tetenbüll (618) 12. Tümlauer Koog (112) 13. Vollerwiek (202) 14. Welt (211) 15. Westerhever (103) - 4. Amt Föhr-Amrum 1. Alkersum (416) 2. Borgsum (343) 3. Dunsum (79) 4. Midlum (362) 5. Nebel (968) 6. Nieblum (636) 7. Norddorf (644) 8. Oevenum (494) 9. Oldsum (564) 10. Süderende (185) 11. Utersum (412) 12. Witsum (46) 13. Wittdün (676) 14. Wrixum (689) 15. Wyk auf Föhr, Stadt (4.423) * | - 5. Amt Friedrichstadt 1. Drage (636) 2. Friedrichstadt, Stadt * (2.479) 3. Koldenbüttel (924) 4. Seeth (775) 5. Uelvesbüll (285) 6. Witzwort (1044) - 6. Amt Hattstedt 1. Arlewatt (335) 2. Hattstedt * (2.580) 3. Hattstedtermarsch (288) 4. Horstedt (786) 5. Olderup (429) 6. Wobbenbüll (439) - 7. Amt Karrharde (Sitz: Leck) 1. Achtrup (1.475) 2. Bramstedtlund (201) 3. Enge-Sande (1.082) 4. Karlum (217) 5. Klixbüll (956) 6. Ladelund (1.379) 7. Sprakebüll (247) 8. Stadum (982) 9. Tinningstedt (254) 10. Westre (344) - 8. Amt Landschaft Sylt 1. Hörnum (886) 2. Kampen (456) 3. List (21517) 4. Rantum (Sylt) (1849) 5. Sylt-Ost * (13613) 6. Wenningstedt-Braderup (1.423) - 9. Amt Nordstrand 1. Elisabeth-Sophien-Koog (48) 2. Nordstrand * (2.223) - 10. Amt Pellworm 1. Gröde (9) 2. Hooge (86) 3. Langeneß (133) 4. Pellworm * (1.136) - 11. Amt Stollberg 1. Bargum (619) 2. Bordelum (2011) 3. Langenhorn * (3193) 4. Ockholm (318) | - 12. Amt Süderlügum 1. Bosbüll (221) 2. Braderup (658) 3. Ellhöft (101) 4. Holm (76) 5. Humptrup (735) 6. Lexgaard (50) 7. Süderlügum * (2350) 8. Uphusum (370) - 13. Amt Treene 1. Fresendelf (94) 2. Hude (166) 3. Mildstedt * (3814) 4. Oldersbek (691) 5. Ostenfeld (1.533) 6. Ramstedt (428) 7. Rantrum (1.849) 8. Schwabstedt (1.344) 9. Simonsberg (824) 10. Süderhöft (22) 11. Südermarsch (157) 12. Winnert (739) 13. Wisch (108) 14. Wittbek (763) - 14. Amt Viöl 1. Ahrenviöl (518) 2. Ahrenviölfeld (236) 3. Behrendorf (558) 4. Bondelum (216) 5. Haselund (2011) 6. Immenstedt (673) 7. Löwenstedt (655) 8. Norstedt (385) 9. Oster-Ohrstedt (612) 10. Schwesing (932) 11. Sollwitt (288) 12. Viöl * (2224) 13. Wester-Ohrstedt (1.010) - 15. Amt Wiedingharde (Sitz: Niebüll) 1. Aventoft (444) 2. Emmelsbüll-Horsbüll (897) 3. Friedrich-Wilhelm-Lübke-Koog (166) 4. Klanxbüll (988) 5. Neukirchen (1.137) 6. Rodenäs (409) |